# Verbandsgemeinde Oberes Glantal
Die Verbandsgemeinde Oberes Glantal ist eine Gebietskörperschaft im Landkreis Kusel in Rheinland-Pfalz. Sie entstand am 1. Januar 2017 aus dem freiwilligen Zusammenschluss der Verbandsgemeinden Glan-Münchweiler, Schönenberg-Kübelberg und Waldmohr. Ihr gehören 22 eigenständige Ortsgemeinden sowie die Stadt Waldmohr an, der Verwaltungssitz ist in Schönenberg-Kübelberg.

## Verbandsangehörige Gemeinden
| Ortsgemeinde             | Fläche (km²) | Einwohner | bis 2016                 |
| ------------------------ | ------------ | --------- | ------------------------ |
| Altenkirchen             | 6,44         | 1.302     | VG Schönenberg-Kübelberg |
| Börsborn                 | 3,90         | 435       | VG Glan-Münchweiler      |
| Breitenbach              | 8,89         | 1.768     | VG Waldmohr              |
| Brücken (Pfalz)          | 8,12         | 2.086     | VG Schönenberg-Kübelberg |
| Dittweiler               | 5,63         | 879       | VG Schönenberg-Kübelberg |
| Dunzweiler               | 5,52         | 870       | VG Waldmohr              |
| Frohnhofen               | 3,87         | 456       | VG Schönenberg-Kübelberg |
| Glan-Münchweiler         | 5,99         | 1.141     | VG Glan-Münchweiler      |
| Gries                    | 4,03         | 1.053     | VG Schönenberg-Kübelberg |
| Henschtal                | 3,46         | 325       | VG Glan-Münchweiler      |
| Herschweiler-Pettersheim | 7,47         | 1.285     | VG Glan-Münchweiler      |
| Hüffler                  | 3,65         | 471       | VG Glan-Münchweiler      |
| Krottelbach              | 5,55         | 619       | VG Glan-Münchweiler      |
| Langenbach               | 6,59         | 448       | VG Glan-Münchweiler      |
| Matzenbach               | 7,05         | 589       | VG Glan-Münchweiler      |
| Nanzdietschweiler        | 9,81         | 1.106     | VG Glan-Münchweiler      |
| Ohmbach                  | 3,90         | 755       | VG Schönenberg-Kübelberg |
| Quirnbach/Pfalz          | 6,10         | 505       | VG Glan-Münchweiler      |
| Rehweiler                | 6,74         | 416       | VG Glan-Münchweiler      |
| Schönenberg-Kübelberg    | 18,68        | 5.557     | VG Schönenberg-Kübelberg |
| Steinbach am Glan        | 6,85         | 863       | VG Glan-Münchweiler      |
| Wahnwegen                | 4,64         | 641       | VG Glan-Münchweiler      |
| Waldmohr, Stadt          | 13,03        | 5.124     | VG Waldmohr              |
| VG Oberes Glantal        | 155,95       | 28.694    |                          |

(Einwohner am 31. Dezember 2024)

## Geschichte
Am 28. September 2010 wurde das „Erste Gesetz zur Kommunal- und Verwaltungsreform“ erlassen mit dem Ziel, Leistungsfähigkeit, Wettbewerbsfähigkeit und Verwaltungskraft der kommunalen Strukturen zu verbessern. Für Verbandsgemeinden wurde festgelegt, dass diese mindestens 12.000 Einwohner (Hauptwohnung am 30. Juni 2009) umfassen sollen. Diese Einwohnerzahl wurde von den Verbandsgemeinden Glan-Münchweiler und Waldmohr nicht erreicht.
Am 13. Juli 2016 wurde im Landtag das „Landesgesetz über den Zusammenschluss der Verbandsgemeinden Glan-Münchweiler, Schönenberg-Kübelberg und Waldmohr“ verabschiedet. Das Gesetz sieht vor, dass zum 1. Januar 2017 aus den bisherigen drei Verbandsgemeinden eine neue Verbandsgemeinde gebildet wird, die den Namen „Oberes Glantal“ führt. Der Sitz ihrer Verwaltung ist Schönenberg-Kübelberg.
Das Land gewährte aus Anlass der Bildung der neuen Verbandsgemeinde eine Zuweisung in Höhe von 3.000.000 Euro.

### Einwohnerentwicklung
| Verbandsgemeinde Oberes Glantal: Einwohnerzahlen von 2012 bis 2024                                                                 | Verbandsgemeinde Oberes Glantal: Einwohnerzahlen von 2012 bis 2024 | Verbandsgemeinde Oberes Glantal: Einwohnerzahlen von 2012 bis 2024 | Verbandsgemeinde Oberes Glantal: Einwohnerzahlen von 2012 bis 2024 | Verbandsgemeinde Oberes Glantal: Einwohnerzahlen von 2012 bis 2024 |
| --- | ------------------------------------------------------------------ | ------------------------------------------------------------------ | ------------------------------------------------------------------ | ------------------------------------------------------------------ |
| Jahr |                                                                    |                                                                    |                                                                    | Einwohner                                                          |
| 2012 | 2012                                                               |                                                                    | 29.558                                                             | 29.558                                                             |
| 2015 | 2015                                                               |                                                                    | 29.327                                                             | 29.327                                                             |
| 2020 | 2020                                                               |                                                                    | 28.989                                                             | 28.989                                                             |
| 2024 | 2024                                                               |                                                                    | 28.694                                                             | 28.694                                                             |
| Quelle(n): statistik.rlp.de Anmerkung(en): Die Entwicklung der Einwohnerzahl, bezogen auf das heutige Gebiet der Verbandsgemeinde. |                                                                    |                                                                    |                                                                    |                                                                    |

## Politik
Die Wahlzeiten der bisherigen Verbandsgemeinderäte der Verbandsgemeinden Glan-Münchweiler, Schönenberg-Kübelberg und Waldmohr sowie die Amtszeiten der bisherigen Bürgermeister endeten vorzeitig am 31. Dezember 2016.

### Verbandsgemeinderat
Der Verbandsgemeinderat Oberes Glantal besteht aus 36 ehrenamtlichen Ratsmitgliedern, die bei der Kommunalwahl am 9. Juni 2024 in einer personalisierten Verhältniswahl gewählt wurden, und dem hauptamtlichen Bürgermeister als Vorsitzendem.
Die Sitzverteilung im gewählten Verbandsgemeinderat:
| Wahl | SPD | CDU | Grüne | AfD | FDP | Linke | FWG | Impuls | Gesamt   |
| ---- | --- | --- | ----- | --- | --- | ----- | --- | ------ | -------- |
| 2024 | 8   | 11  | 2     | 7   | 1   | –     | 6   | 1      | 36 Sitze |
| 2019 | 10  | 10  | 4     | 4   | –   | 1     | 6   | 1      | 36 Sitze |
| 2016 | 13  | 12  | 3     | 2   | –   | –     | 5   | 1      | 36 Sitze |

- FWG = Freie Wähler Gruppe Oberes Glantal e. V.
- Impuls = Wählergruppe Impuls e. V. (bis 2023 Wählergruppe „Baumgärtner“)[8]

### Bürgermeister
Zum hauptamtlichen Bürgermeister der neuen Verbandsgemeinde wurde am 18. Dezember 2016 in einer Stichwahl Christoph Lothschütz (CDU) mit 68,54 % direkt gewählt. Seine achtjährige Amtszeit begann am 1. Januar 2017. Am 9. Juni 2024 wurde er mit 70,7 % der Stimmen im ersten Wahlgang gegen seine einzige Mitbewerberin Pia Cathrin Bockhorn-Tüzün (SPD) wiedergewählt.

## Kommunalpartnerschaften
- Szabadszállás, Ungarn, seit 3. Oktober 1997, aus der ehemaligen Verbandsgemeinde Schönenberg-Kübelberg